# 第四代博思韋爾伯爵詹姆斯·赫本
第四代博思韋爾伯爵詹姆斯·赫本（James Hepburn, 4th Earl of Bothwell，1534年—1578年4月14日）是一位蘇格蘭貴族。他是蘇格蘭女王瑪麗一世的第三任、也是最後一任丈夫。

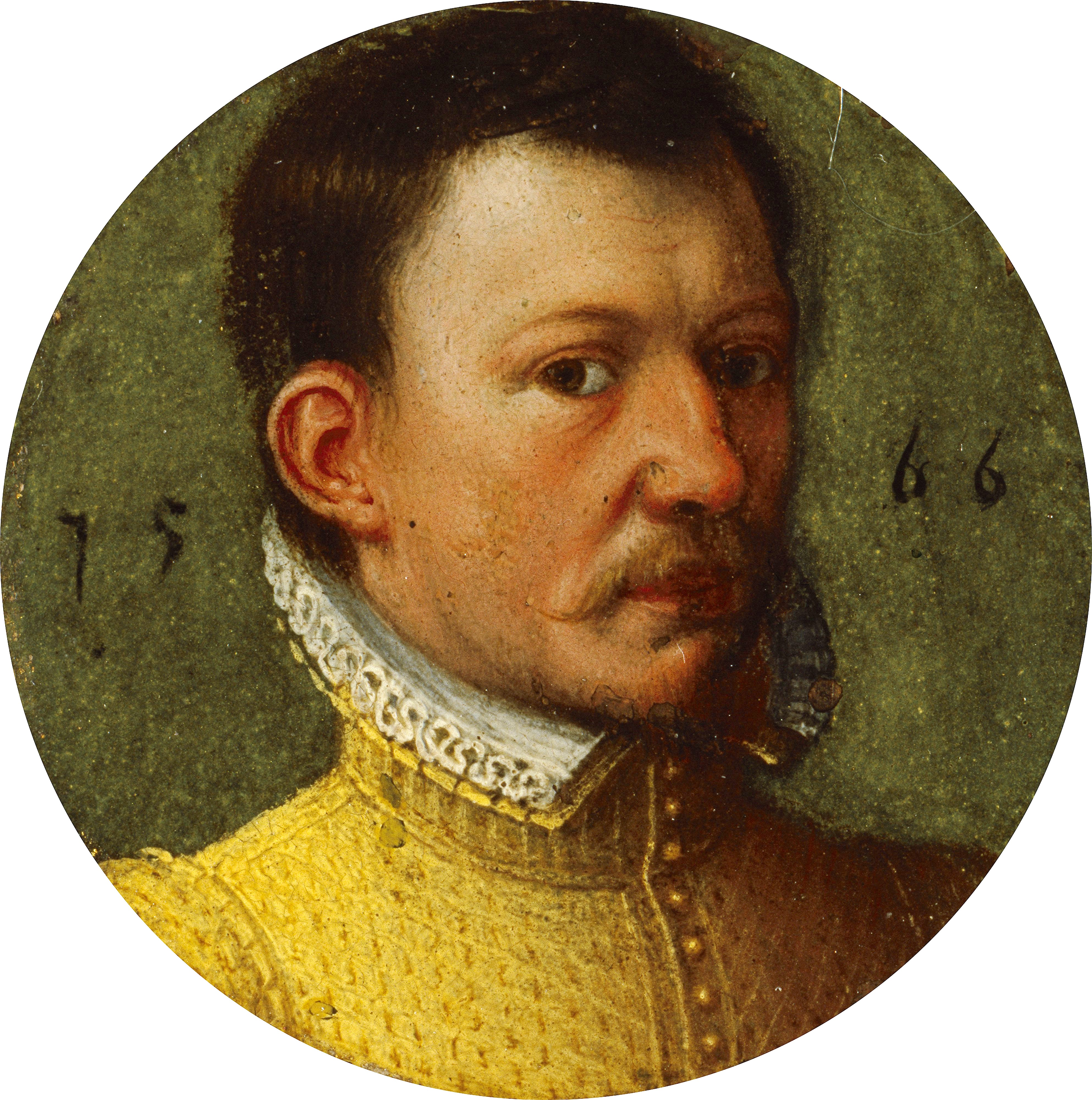
博思韋爾伯爵詹姆斯·赫本

1567年，瑪麗一世當時的丈夫、蘇格蘭配親王達恩利勳爵在愛丁堡被暗殺，博思韋爾伯爵被指責為幕後黑手；但最終他被無罪釋放。同年五月，博思韋爾伯爵與瑪麗一世結婚，七月瑪麗退位，讓位給一歲的兒子詹姆斯六世。在卡貝里丘戰役失敗後他逃到斯堪地那維亞，最後被監禁在德拉格斯霍爾姆城堡，1578年去世。